# Acroporium esmeraldicum
Acroporium esmeraldicum är en bladmossart som beskrevs av W. R. Buck in Churchill, Griffin och Jesús Muñoz 2000. Acroporium esmeraldicum ingår i släktet Acroporium och familjen Sematophyllaceae. Inga underarter finns listade i Catalogue of Life.